# Cinnamomum bejolghota
Cinnamomum bejolghota (Buch.-Ham.) Sweet – gatunek rośliny z rodziny wawrzynowatych (Lauraceae Juss.). Występuje naturalnie w północnych Indiach (między innymi w stanie Sikkim), w Bangladeszu, Mjanmie, Laosie, Wietnamie oraz południowych Chinach (w prowincjach Hajnan, południowym Guangdong i południowej części Junnanu). 

## Morfologia
PokrójZimozielone drzewo dorastające do 25 m wysokości. Kora ma zieloną barwę. Gałęzie są naprzeciwległe. Młode pędy są lekko owłosione.
LiściePrawie naprzeciwległe. Mają podłużnie eliptyczny kształt. Mierzą 12–30 cm długości oraz 4–9 cm szerokości. Są nagie. Nasada liścia jest zaokrąglona. Blaszka liściowa jest o ostrym wierzchołku. Ogonek liściowy jest mocny i dorasta do 10–15 mm długości.
KwiatySą niepozorne, obupłciowe, zebrane w gęste, silnie rozgałęzione wiechy o mniej lub bardziej owłosionych osiach, rozwijają się w kątach pędów. Kwiatostany dorastają do 13–16 cm długości, podczas gdy pojedyncze kwiaty mają długość 6 mm. Są owłosione i mają żółtą barwę.
OwoceMają elipsoidalny kształt, osiągają 13 mm długości i 8 mm szerokości.

## Biologia i ekologia
Rośnie w lasach. Występuje na wysokości od 600 do 1800 m n.p.m. Kwitnie od marca do kwietnia, natomiast owoce dojrzewają od maja do lipca. 

## Zastosowanie
Drobnoziarniste drewno jest czasami używane w budownictwie. Sproszkowana Kora jest przyprawą o znaczeniu lokalnym.